# Guasave
Guasave ist eine Stadt mit etwa 71.000 Einwohnern im mexikanischen Bundesstaat Sinaloa nahe dem Golf von Kalifornien und Verwaltungssitz des Municipio Guasave. Guasave liegt zwischen Los Mochis und Navolato und wird von der Carretera Federal 15 durchquert. Die Stadt und ihr Umland wird als landwirtschaftliches Herz Mexikos bezeichnet.

## Mit der Stadt verbundene Persönlichkeiten

### Söhne und Töchter des Ortes
- Óscar Dautt (* 1976), Fußballtorhüter
- María Espinoza (* 1987), Taekwondoin
- José Luis Rubio (* 1996),  Beachvolleyballspieler
- Josué Gaxiola (* 1997), Beachvolleyballspieler

### Weitere
Das Grab von Valentín Elizalde, einem bekannten Sänger, befindet sich am örtlichen Friedhof nahe dem Stadtzentrum von Guasave.